# Società Sportiva Syracusæ 1931-1932
Questa voce raccoglie le informazioni riguardanti la Società Sportiva Syracusæ nelle competizioni ufficiali della stagione 1931-1932.

## Rosa
| N. |                   | Ruolo | Calciatore          |
| -- | ----------------- | ----- | ------------------- |
|    | Italia (bandiera) | P     | Sisto Belelli       |
|    | Italia (bandiera) | A     | Benedetto Benedetti |
|    | Italia (bandiera) | D     | Betti               |
|    | Italia (bandiera) | A     | Guido Della Casa    |
|    | Italia (bandiera) | A     | Devoto              |
|    | Italia (bandiera) | D     | Secondo Finotto     |
|    | Italia (bandiera) |       | Pasquale Garofalo   |
|    | Italia (bandiera) | D     | Eugenio Grandi      |
|    | Italia (bandiera) | C     | Giovanni Greppi     |

| N. |                   | Ruolo | Calciatore         |
| -- | ----------------- | ----- | ------------------ |
|    | Italia (bandiera) | A     | Vincenzo Lumia     |
|    | Italia (bandiera) | D     | Alberto Macchi     |
|    | Italia (bandiera) | A     | Gino Marazzo       |
|    | Italia (bandiera) | C     | Rinesi             |
|    | Italia (bandiera) | C     | Riparbelli         |
|    | Italia (bandiera) | C     | Pietro Salussoglia |
|    | Italia (bandiera) | P     | Mario Vialardi     |
|    | Italia (bandiera) | A     | Vigna              |